# Anson Burlingame
Anson Burlingame (New Berlin (New York), 20 november 1820 – Sint Petersburg (Rusland), 23 februari 1870) was een Amerikaans politicus en diplomaat. Hij was lid van het Huis van Afgevaardigden en de Amerikaanse ambassadeur in China. Namens de Chinese regering was hij de eerste ambassadeur voor het Westen.

## Levensloop
Burlingame groeide op in Ohio en later Michigan. Van 1838 tot 1841 studeerde hij aan de Universiteit van Michigan. In 1846 studeerde hij af in de rechten aan de Harvard-universiteit in Boston, Massachusetts. Na zijn afstuderen begon hij zijn eigen rechtspraktijk in Boston. Zijn bekendheid groeide dankzij een aantal speeches die hij gaf namens de Free Spoil Party. Deze partij, die een korte levensduur kende, wilde voorkomen dat slavernij werd toegestaan in de nieuwe westelijke gebieden ("territories").
In 1853 nam Burlingame deel aan de grondwettelijke vergadering van de staat Massachusetts, waarbij gesproken werd over een nieuwe grondwet voor de staat. Van 1853 tot 1854 was hij lid van de staatssenaat. Burlingame was van 1855 tot 1861 lid van het federale Huis van Afgevaardigden, in zijn eerste termijn als lid van de partij genaamd Know Nothing en daarna van de nieuw gevormde Republikeinse Partij.
De Afgevaardigde Preston Brooks sloeg in mei 1856 senator Charles Sumner bewusteloos nadat deze diens neef, senator Andrew Butler, had bekritiseerd vanwege diens pro-slavernijstandpunt. In de zuidelijke slavenstaten werd Brooks daarom als een held gezien. Burlingame bekritiseerde op zijn beurt Brooks in wat The New York Times beschreef als zijn "bekendste speech". Hij noemde hem de "grootste lafbek" in het Huis van Afgevaardigden. Brooks daagde Burlingame vervolgens uit voor een duel. Burlingame nam de uitnodiging aan. Het duel zou plaatsvinden aan de Canadese zijde van de grens nabij de Niagara Falls, aangezien het houden van een gewapend duel in de Verenigde Staten niet was toegestaan. Brooks, die naar verluidt onaangenaam verrast was dat Burlingame de uitnodiging had aangenomen, kwam uiteindelijk niet opdagen. Volgens hem waren er grote risico's aan het duel verbonden. Zo zou hij moeten reizen via de noordelijke staten waar de bevolking hem niet goedgezind was.
Burlingame werd in maart 1861 niet herkozen. De nieuwe president Abraham Lincoln droeg hem voor als de nieuwe Amerikaanse ambassadeur naar Oostenrijk. Voor Oostenrijk was Burlingame niet acceptabel, omdat hij de Hongaarse nationalist Lajos Kossuth had gesteund in zijn streven naar onafhankelijkheid. In plaats daarvan benoemde Lincoln Burlingame als ambassadeur naar China, waar de Qing-dynastie het voor het zeggen had. Als ambassadeur zette Burlingame vooral in op samenwerking, in plaats dat hij zich liet leiden door imperialistische motieven, zoals deze ten gronde hadden gelegen aan de uitbraak van de Eerste en Tweede Opiumoorlog een aantal jaren eerder. Hij bouwde goede relaties op met de hervormingsgezinde elementen aan het Chinese hof, die doorgaans gericht waren op een betere band met de westerse machten.
Nadat Burlingame in 1867 besloot terug te keren naar de Verenigde Staten kreeg hij van de Chinese regering het verzoek om China te vertegenwoordigen als haar eerste ambassadeur in het westen. Er was behoefte aan een betere band met de westerse landen, maar in eigen land waren geen geschikte kandidaten te vinden die hun talen spraken en bekend waren met de westerse manier van denken. Burlingame nam het aanbod aan. Zijn diplomatieke missie bestond uit twee Chinese afgevaardigden en een Britse en Franse secretaris.
In Europa had Burlingame ontmoetingen met de Russische tsaar Alexander II, de Britse koningin Victoria, de Duitse keizer Wilhelm I en de Franse keizer Napoleon III. In de Verenigde Staten bezocht Burlingame president Andrew Johnson. Burlingame sloot met de Verenigde Staten een verdrag – het zogeheten Burlingameverdrag – waardoor het voor Chinese werkers die in Amerika woonden mogelijk was om het Amerikaanse staatsburgerschap te ontvangen. Dat was tot dan toe onmogelijk geweest. Ook werden er afspraken gemaakt om een einde te maken aan de dwangarbeid op grote schaal van Chinezen in Zuid-Amerika. Naast dit verdrag sloot Burlingame  nog diverse andere verdragen met onder andere Denemarken, Nederland, Pruisen en Zweden.
Tijdens een bezoek aan Rusland werd Burlingame ziek. Hij overleed op 23 februari 1870. Zhigang, een van de Chinese afgevaardigden die deelnamen aan de missie, volgde hem op. Na zijn dood werden grote delen van het Burlingame-verdrag door het Amerikaanse Congres herzien. Zo kregen Chinezen te maken met strengere immigratiewetten. In Californië, Kansas en Wisconsin zijn plaatsen naar de Amerikaanse diplomaat vernoemd.
- Gemeinsame Normdatei: 119159651
- International Standard Name Identifier: 0000 0000 3295 2111
- Library of Congress Control Number: n92104055
- National Archives and Records Administration: 10574685
- Nationale Bibliotheek van Israël: 987007386269105171
- Nederlandse Thesaurus van Auteursnamen: 070359970
- SNAC: w608694c
- Biographical Directory of the United States Congress: B001112
- Virtual International Authority File: 415149196484174791670